# Makedonischer Kalender

Seleukos I. Nikator

Die Reform des makedonischen Kalenders wurde unter Seleukos I., der nach Konflikten mit Antigonos unter Unterstützung von Ptolemaios I. das Herrschaftsgebiet Babyloniens endgültig 312 v. Chr. gewinnen konnte, weiter fortgeführt. Mit diesem Jahr begann nach der gängigen historischen Zeitrechnung die seleukidische Ära.
Außerdem waren noch das alte Kalendersystem des Solon und das arabisch-makedonische Modell in Gebrauch. Im Alten Ägypten benutzten die Ptolemäer den makedonisch-solonischen Kalender, der in der Spätzeit mit dem makedonisch-arabischen Kalender harmonisiert wurde.

## Hintergrund

### Makedonisch-seleukidischer Kalender
Der griechische Lunisolarkalender teilte sich nach der Kalenderreform: Der griechisch-babylonische Kalender orientierte sich am babylonischen Vorbild und begann im Frühjahr. Der griechisch-makedonische Kalender behielt weiterhin den Herbst als Jahresstart.
Der erste Monatstag begann normalerweise mit dem ersten sichtbaren Neulicht. Im Jahr 312 v. Chr. lag jedoch schon ein schematisierter Mondkalender vor, der abwechselnd 29 und 30 Tage beinhaltete. Das Gemeinjahr hatte somit 12 Monate. Ein Zyklus bestand aus 19 Jahren, in denen 7 Schaltjahre enthalten waren. Als Schaltmonate wurden Xanthikos sechsmal und Hyperberetaios einmal eingeschoben.
| Makedonischer Monatsname | Babylonischer Monatsname | Julianischer Kalender   | Gregorianischer Kalender |
| ------------------------ | ------------------------ | ----------------------- | ------------------------ |
| 1. Dios                  | 1. Tašritu               | 6. Oktober 312 v. Chr.  | 1. Oktober 312 v. Chr.   |
| 1. Apellaios             | 1. Araḫsamna             | 5. November 312 v. Chr. | 31. Oktober 312 v. Chr.  |
| 1. Audynaios             | 1. Kislimu               | 4. Dezember 312 v. Chr. | 29. November 312 v. Chr. |
| 1. Peritios              | 1. Tebetu                | 3. Januar 311 v. Chr.   | 29. Dezember 312 v. Chr. |
| 1. Dystros               | 1. Šabatu                | 1. Februar 311 v. Chr.  | 27. Januar 311 v. Chr.   |
| 1. Xanthikos             | 1. Addaru                | 3. März 311 v. Chr.     | 26. Februar 311 v. Chr.  |
| 1. Artemisios            | 1. Nisannu               | 1. April 311 v. Chr.    | 27. März 311 v. Chr.     |
| 1. Daisios               | 1. Ajaru                 | 1. Mai 311 v. Chr.      | 26. April 311 v. Chr.    |
| 1. Panemos               | 1. Simanu                | 30. Mai 311 v. Chr.     | 25. Mai 311 v. Chr.      |
| 1. Loos                  | 1. Du'uzu                | 29. Juni 311 v. Chr.    | 24. Juni 311 v. Chr.     |
| 1. Gorpiaios             | 1. Abu                   | 28. Juli 311 v. Chr.    | 23. Juli 311 v. Chr.     |
| 1. Hyperberetaios        | 1. Ululu                 | 27. August 311 v. Chr.  | 22. August 311 v. Chr.   |

### Makedonisch-solonischer Kalender
Mit der Einführung dieses Kalendertyps in der Zeit von Solon wurde jeweils im zweiten Jahr ein Schaltmonat eingeschoben. Die Monate verlagerten sich mit der Zeit und durchliefen die Jahreszeiten. Nach Berechnungen von Pieter-Willem Pestman verwendeten die Ptolemäer den makedonisch-solonischen Kalender zur Umrechnung der Regierungsperioden im ägyptischen Kalender.
| Makedonischer Name          | Altägyptischer Name | Gregorianischer Kalender |
| --------------------------- | ------------------- | ------------------------ |
| 1. Xanthikos                | 22. Pharmouthi      | 8. Juni 247 v. Chr.      |
| 1. Artemisios               | 22. Pachon          | 8. Juli                  |
| 1. Daisios                  | 21. Payni           | 6. August                |
| 1. Panemos                  | 20. Epiphi          | 4. September             |
| 1. Loos                     | 20. Mesori          | 4. Oktober               |
| 1. Gorpiaios                | 14. Thot            | 2. November              |
| 1. Hyperberetaios           | 14. Phaophi         | 2. Dezember              |
| 1. Dios                     | 13. Hathyr          | 31. Dezember             |
| 1. Apellaios                | 13. Choiak          | 30. Januar 246 v. Chr.   |
| 1. Audynaios                | 12. Tybi            | 1. März                  |
| 1. Peritios                 | 12. Mechir          | 31. März                 |
| 1. Dystros                  | 11. Phamenoth       | 29. April                |
| 1. Dystros II (Schaltmonat) | 11. Pharmouthi      | 29. Mai                  |

### Makedonisch-arabischer Kalender
Im Nabatäer-Reich und der anschließenden römischen Provinz Arabia Petraea existierte ein makedonischer Kalender, der in der Charakteristik an den ägyptischen Kalender angepasst wurde. Das Jahr begann jeweils zum Frühlingsanfang; die Epagomenen erfolgten als Anhang an den letzten Monat.
| Makedonischer Name | Arabischer Name | Altägyptischer Name | Gregorianischer Kalender |
| ------------------ | --------------- | ------------------- | ------------------------ |
| 1. Xanthikos       | 1. Nisan        | 6. Phamenoth        | 22. März                 |
| 1. Artemisios      | 1. Ajar         | 6. Pharmouhti       | 21. April                |
| 1. Daisios         | 1. Sivan        | 6. Pachon           | 21. Mai                  |
| 1. Panemos         | 1. Tammus       | 6. Payni            | 20. Juni                 |
| 1. Loos            | 1. Ab           | 6. Epiphi           | 20. Juli                 |
| 1. Gorpiaios       | 1. Elul         | 6. Mesori           | 19. August               |
| 1. Hyperberetaios  | 1. Tischri      | 1. Thot             | 18. September            |
| 1. Dios            | 1. Arahsamna    | 1. Phaophi          | 18. Oktober              |
| 1. Apellaios       | 1. Kislev       | 1. Hathyr           | 17. November             |
| 1. Audynaios       | 1. Tebet        | 1. Choiak           | 17. Dezember             |
| 1. Peritios        | 1. Schabat      | 1. Tybi             | 16. Januar               |
| 1. Dystros         | 1. Adar         | 1. Mechir           | 15. Februar              |